# یانگلیوپو
یانگلیوپو (به لاتین: Yangliupu) یک شهرک در جمهوری خلق چین است که در Cili County واقع شده‌است. یانگلیوپو ۱۰۸ کیلومتر مربع مساحت و ۲۳٬۰۰۰ نفر جمعیت دارد.